# Isidro Téllez Toruño
Isidro Ignacio Téllez Toruño (n. 1948) es un político y sindicalista nicaragüense. Se desempeñó como secretario general del Movimiento de Acción Popular Marxista-Leninista (MAP-ML) y es un veterano líder del Frente Obrero.
Proviene de una familia de trabajadores agrícolas de León. A principios de 1980, fue condenado a dos años de trabajos forzados por declaraciones realizadas en el periódico del MAP-ML El Pueblo, consideradas contrarrevolucionarias por el nuevo gobierno. Téllez Toruño y otras personalidades condenadas en el mismo caso penal apelaron el fallo, y la pena se revisó a tres meses de trabajos forzados.
Téllez Toruño fue el candidato presidencial del MAP-ML en las elecciones generales de 1984, obteniendo 11.352 votos. Téllez Toruño representó al MAP-ML en la Asamblea Nacional de Nicaragua en el período 1984-1990.
Téllez Toruño fue el candidato presidencial del MAP-ML en las elecciones generales de 1990. La fórmula obtuvo 8115 votos a nivel nacional.
En una declaración con motivo del Día Internacional de los Trabajadores de 2017, denunció que el presidente Daniel Ortega había "secuestrado el movimiento sindical" y calificó las políticas del gobierno sandinista de "antiobreras".